# Calculate Linux
Calculate Linux — семейство дистрибутивов Linux, предназначенных для малого и среднего бизнеса, в которых применяются перемещаемые профили и централизованное развёртывание программного обеспечения. Созданы на основе проекта Gentoo Linux и полностью с ним совместимы, однако отличаются от Gentoo более простой установкой.

## История
Первый выпуск Calculate Linux состоялся в июне 2007 года и носил номер 7.6, что соответствовало году и месяцу релиза. Дистрибутив изначально распространялся как stage4–архив и устанавливался при помощи утилиты Calculate. Чуть позже дистрибутив стал распространяться в виде livecd–образа. Все дополнительные приложения стали устанавливаться из Portage-оверлея дистрибутива, что обеспечило стопроцентную совместимость с Gentoo.
Начиная  с версии 9.0, в дистрибутив включено готовое клиент-серверное решение для быстрого развёртывания на предприятии, включающее в себя централизованную аутентификацию и хранение учётных записей пользователей на сервере. Для настройки такого сервера служит набор утилит Calculate 2. Учётные записи samba, ftp, mail, jabber и т. д. хранились в этой версии посредством LDAP-сервера.
В версии 10.0 в оверлее были созданы профили дистрибутивов, что упростило контроль обновлений, автоматически разрешая зависимости пакетов при установке.
С версии 10.9 дистрибутив перешёл на новую программу установки cl-install, имеющую графический интерфейс и входящую в пакет утилит Calculate 2.
Для версии 11.0 были созданы репозитории бинарных пакетов — как для Calculate Linux Desktop (KDE, GNOME и XFCE), так и для Calculate Directory Server.
В версии 12.0 совершён переход на новые утилиты Calculate 3 для установки и настройки системы. Основные отличия: поддержка клиент-серверной сетевой работы через SOAP/WSDL, реализация консольного и графического клиентов управления; поддержка мультиустановки — возможность устанавливать систему одновременно на несколько носителей как на локальной, так и на удалённых машинах; поддержка настройки отдельных частей системы консольными утилитами cl-setup-boot, cl-setup-locale, cl-setup-network, cl-setup-system, cl-setup-video или через графическую консоль.
В октябре 2021 года Calculate Scratch Server был включён в Реестр отечественного ПО.
Начиная со 2 апреля 2024 года дистрибутив полностью перешёл на модель обновления Rolling release, отказавшись от разделения на версии.

## Особенности
- Готовое клиент-серверное решение.
- Быстрое развёртывание на предприятии.
- Полноценная работа в гетерогенных сетях.
- Модель обновлений: rolling release.
- Включает специально разработанные утилиты Calculate для настройки, сборки и установки системы.
- Поддерживается интерактивная сборка системы — подготовка ISO-образа системы под свои задачи.
- Удобство администрирования.
- Возможность установки на USB-Flash или USB-HDD с ext4, ext3, ext2, ReiserFS, Btrfs, XFS, jfs, nilfs2 или FAT32.
- Calculate использует tbz2 пакеты, на зеркалах они хранятся с расширением xpak. Это стандартный формат бинарных пакетов в Gentoo.
- Полная совместимость с Gentoo с поддержкой бинарных репозиториев обновлений.

- Свободное и бесплатное распространение всех сборок для любых целей.

## Дистрибутивы
Calculate Linux делится на четыре варианта — версия для ПК и ноутбуков Calculate Linux Desktop (CLD, CLDM и CLDX), серверная версия Calculate Directory Server (CDS), дистрибутивы для самостоятельной сборки системы Calculate Linux Scratch и Calculate Scratch Server (CLS и CSS), и домашний мультимедиа центр развлечений Calculate Media Center (CMC).
- Calculate Linux Desktop KDE/MATE/Xfce/Cinnamon/LXQt (CLD, CLDM, CLDX, CLDC, CLDL) — это современный десктоп на базе графического окружения KDE, MATE или Xfce, который может выполнять большинство офисных задач. Основной особенностью является быстрая установка, удобная система обновлений и возможность хранить учётные записи пользователей на сервере. Внешний вид рабочего стола на всех трёх дистрибутивах идентичен. Сотрудники беспрепятственно могут работать на разных десктопах совместно используя файлы, документы из ОС Windows.
- Calculate Directory Server (CDS) — может выступать в роли контроллера домена, позволяет при помощи утилит Calculate 2 простыми unix-подобными командами настраивать Samba, Mail, Jabber, Proxy сервисы. По мере выхода пакета calculate-server, входящего в состав утилит Calculate 2 (лицензия Apache 2), с интервалом в 2-3 месяца выходят новые версии сервера.
- Calculate Linux Scratch (CLS) — базовый дистрибутив, подобно stage3 применяемый для сборки других версий десктопа. В отличие от stage3, содержит необходимый минимум дополнительных пакетов, драйвера, библиотеки, исходный код ядра Linux и портежи.
- Calculate Scratch Server (CSS) — как и CLS, использует минимальный набор пакетов. В отличие от последнего, предназначен для установки на сервере.
- Calculate Media Center (CMC) — специализированный дистрибутив, оптимизированный для хранения и проигрывания мультимедийного контента.

Все версии дистрибутива распространяются в виде загрузочного образа Live CD с возможностью установки на HDD, USB-Flash либо USB-HDD.

## Состав дистрибутива Calculate Linux Desktop
- Графическая среда KDE, MATE, Cinnamon, LXQt либо Xfce
- Пакет офисных приложений LibreOffice
- Программа для работы в Интернете Chromium / Falkon
- Утилиты Calculate 3 для администрирования системы

## Выпуски
| Версия  | Дата выхода      | Версия ядра Linux |
| ------- | ---------------- | ----------------- |
| 9.5     | 29 апреля 2009   | Неизвестно        |
| 9.6     | 28 мая 2009      | Неизвестно        |
| 9.7     | 26 сентября 2009 | Неизвестно        |
| 9.9     | 29 сентября 2009 | Неизвестно        |
| 10.0    | 3 декабря 2009   | 2.6.31.6          |
| 10.0.1  | декабрь 2009     | 2.6.32.5          |
| 10.2    | 12 января 2010   | 2.6.32.8          |
| 10.4    | 8 апреля 2010    | 2.6.32.11         |
| 10.9    | 8 октября 2010   | 2.6.35.5          |
| 11.0    | 21 января 2011   | 2.6.36.3          |
| 11.3    | 12 марта 2011    | 2.6.36.3          |
| 11.6    | 30 июня 2011     | 2.6.38.8          |
| 11.6.1  | 24 июля 2011     | 2.6.38.8          |
| 11.9    | 1 октября 2011   | 3.0.4             |
| 11.12   | 29 декабря 2011  | 3.1.6             |
| 11.15   | 14 марта 2012    | 3.2.8             |
| 12.0    | 28 июля 2012     | 3.4.5             |
| 12.0.2  | 17 августа 2012  | 3.4.5             |
| 12.0.3  | 2 сентября 2012  | 3.5.3             |
| 13      | 28 декабря 2012  | 3.6.7             |
| 13.4    | 21 апреля 2013   | 3.8.4             |
| 13.6    | 22 июня 2013     | 3.9.6             |
| 13.6.2  | 17 октября 2013  | 3.10.15           |
| 13.11   | 23 ноября 2013   | 3.10.19           |
| 13.11.1 | 5 марта 2014     | 3.12              |
| 13.19   | 2 июля 2014      | 3.14.9            |
| 14      | 5 сентября 2014  | 3.14.17           |
| 14.12   | 17 декабря 2014  | 3.14.25           |
| 14.12.1 | 31 декабря 2014  | 3.14.27           |
| 14.16   | 21 апреля 2015   | 3.18.11           |
| 14.16.2 | 5 июня 2015      | 3.18.14           |
| 15      | 30 сентября 2015 | 3.18.20           |
| 15.12   | 31 декабря 2015  | 4.2.8             |
| 15.17   | 20 мая 2016      | 4.4.9             |
| 17      | 30 декабря 2016  | 4.4.9             |
| 17.6    | 1 июля 2017      | 4.9.34            |
| 17.12   | 30 декабря 2017  | 4.14.9            |
| 17.12.2 | 22 февраля 2018  | 4.14.19           |
| 18      | 7 октября 2018   | 4.18.12           |
| 18.12   | 29 декабря 2018  | 4.19.9            |
| 20      | 27 декабря 2019  | 5.4.6             |
| 20.6    | 21 июня 2020     | 5.4.45            |
| 21      | 28 апреля 2021   | 5.10.32           |
| 22      | 8 декабря 2021   | 5.15.6            |
| 22.0.1  | 9 февраля 2022   | 5.15.16           |
| 23      | 29 декабря 2022  | 5.15.82           |

Calculate Linux использует непрерывный цикл обновлений, т. е. вы можете использовать установленную версию условно бесконечно. Вы можете поставить любую версию дистрибутива и обновлять её хотя бы раз в неделю. Этого будет достаточно для бессрочной поддержки. Ранее Calculate Linux использовал модель обновления по версиям, но позже полностью перешёл на модель Rolling release и отказался от разделения на версии.

## Состав дистрибутива Calculate Directory Server
- Сервер каталогов OpenLDAP
- Файловый сервер Samba
- Почтовый сервер Postfix
- Jabber-сервер Ejabberd
- Прокси-сервер Squid
- DNS-сервер BIND
- DHCP-сервер DHCP
- Утилиты Calculate 2 для администрирования сервера

## Мнения
Джесси Смит рассмотрел Calculate 13.4 для DistroWatch Weekly:
Дистрибутив не очень хорошо работал на моём ноутбуке, и потребовалось некоторое время, чтобы заставить Calculate загружаться на моём ПК. Эти проблемы, в сочетании с необычным установщиком, и его странным подходом к настройке как для разбивки, так и для отображения, дали плохое первое впечатление. Как только дистрибутив запустился, он работал хорошо. Было несколько сбоев в мультимедийных приложениях, как я уже упоминал выше, но в остальном, дистрибутив, как правило, работал хорошо. Мне показалось странным, что современный дистрибутив настольных компьютеров не имеет графического интерфейса для управления пакетами. Для меня обработка пакетов из командной строки не является прерыванием транзакции, но я прошу внести вручную изменения конфигурации для установки бинарных пакетов, таких как Firefox.